# Wolfgang Figulus
Wolfgang Figulus werd omstreeks 1525 te  Naumburg (Saale) geboren als Wolfgang Töpfer;  en overleed in 1589  in Meißen). Hij was een Duitse componist, muziektheoreticus en Thomascantor.

## Leven
Zelf schrijft hij (in het voorwoord van  Precationes aliquot (1553) , dat hij zich van jongs af aan met muziek bezig heeft gehouden.  Hij noemt daar de professoren Jakob Jockisch (rond 1497–1586) en Wolfgang Just (of Jobst, 1521–1575) in Frankfurt (Oder) en Johann Barthram als mensen die belangrijk waren voor zijn muzikale vorming. Vermoedelijk bezocht hij de school in Frankfurt an der Oder tussen 1540 en 1545. Rond 1545 werd hij cantor  in Lübben  In de herfst van 1547 schreef hij zich in als student aan de Universiteit van Frankfurt an der Oder, maar nog diezelfde winter van 1547/48  stapte hij over naar de Universiteit van Leipzig waar hij in  1549 ook college over  muziek gaf. Van  1549 tot 1551 werkte hij als Thomascantor aan de Thomasschule en de Thomaskirche (Leipzig). Van 1551 tot aan zijn pensionering in 1588 was hij cantor en leraar aan het gymnasium te Meißen. Hij gaf er les in de vakken muziek, Latijn en godsdienst en zorgde voor de muzikale vormgeving van de erediensten Afrakirche .
27 december 1551 trouwde hij met  Anna Schönfelder, met wie hij  vier zonen en vijf dochters kreeg.  Zijn vrouw, drie zoons en drie dochter stierven in de winter van  1576/77 aan de Pest.  Hij hertrouwde met  Anna Specht (Picus). Dit huwelijk bleef kinderloos. Figulus’  schoonzoon Friedrich Birck (rond 1563–1621) was cantor aan het gymnasium te Grimma.

## Werken
Behalve theoretische geschriften verschenen van zijn hand meerdere meerstemmige werken op het gebied van de kerkmuziek, zoals in 1571 de verzameling kerstliederen Vetera nova carmina sacra et selecta de natali Domini nostri Iesu Christi (Frankfurt an der Oder 1575), die ook tien eigen composities bevatte, en ongeveer  20 regels van liederen in Hymni sacri et scholastici cum melodiis et numeris musicis, aniversaria vice in libellum denuo collecti & aucti studio et opera M. Friderici Birck (Leipzig 1594, Nachdruck 1604).

### Uitgegeven muziek
- Precationes aliquot musicis numeris compositae. Leipzig 1553
- Tricinia sacra ad voces pueriles. Neurenberg 1559
- Cantionarum Sacratum […] primi tomi decas prima. Frankfurt an der Oder 1575
- Sacrum nuptiale in honorem coniugii […]Johannis Michael. Wittenberg 1582 (onvolledig)
- Precatio pro tranquilitate ecclesiae et reip[ublicae]. Wittenberg 1586 (onvolledig)
- Der Hundert en eilfte Psalm. Wittenberg 1586; neu herausgegeben von Andreas Weber als: Der 111. Psalm mit 5 Stimmen. Meißen 2006, ISMN M-700254-04-9
- Amorum filii Dei, hymni sacri, de natali Domini nostri Iesu Christi, decadis III. Wittenberg 1587 onvolledig)

### Geschriften
- Elementa musicae brevissima. Leipzig 1555
- als bewerker: Martin Agricola: Deutsche Musica en Gesangbüchlin, der Sontags Evangelien. Nürnberg 1560
- Libri primi musicae practicae elementa brevissima. Nürnberg 1565 (Überarbeitung von Elementa musicae brevissima. Leipzig 1555)
- De musica practica liber primvs. Nürnberg 1565

- Bibliothèque nationale de France: cb139703352 (data)
- Gemeinsame Normdatei: 130066753
- International Standard Name Identifier: 0000 0003 5425 288X
- Library of Congress Control Number: no2009014315
- Virtual International Authority File: 22335357
- WorldCat: E39PBJjdfG6XyHyfH6jHjMRBT3